# Тэппанъяки
Тэппанъяки (яп. 鉄板焼き) — стиль приготовления пищи, заключающийся в том, что повар готовит продукты на широкой железной сковороде тэппане рядом с обедающими людьми, после чего горячее блюдо сразу попадает в тарелки. Название произошло от слов тэппан (яп. 鉄板, досл. «лист железа») и яки (яп. 焼き, досл. «гриль» или «жареный»)
Типичными компонентами для западного стиля тэппанъяки являются говядина, курятина и овощи. Акцент же японского стиля сделан на приготовлении морепродуктов на растительном или животном маслах. За пределами Японии зачастую тэппанъяки сопровождается артистическими приёмами, будь то жонглирование посудой или подбрасывание продуктов в воздух и т. п.